# سیدنی جانسون
سیدنی جانسون (انگلیسی: Sidney Johnson; ۱۸۷۷ – نامشخص) ورزشکار طناب‌کشی اهل ایالات متحده آمریکا بود. از افتخارات وی میتوان به کسب مدال طلا در بازی‌های المپیک تابستانی ۱۹۰۴ اشاره کرد. 